# طرثوثية
الطرثوثية واسمها العلمي (Cynomoriaceae) هي فصيلة من النباتات تتبع رتبة كاسريات الحجر من طائفة ثنائيات الفلقة الحقيقية وتضم نباتًا واحدًا هو الطرثوث. تتطفل الفصيلة على جذور نباتات فُصيلة السرمقاوات مثل الغضا والضمران ونباتات الفصيلة القديسية، تظهر نباتات فصيلة الطرثوثية فوق سطح الأرض بعد التزهير، يحمل الشمراخ الزهري والذي ييبلغ طوله 30 سم زهور متلاصقة صغيرة الحجم. عند ذبول الجزء المزهر من الشماريخ تصبح رائحتها كريهة وشبيهة باللحم المتعفن. يعد اللب الداخلي صالحًا للاكل ومذاقه حلوًا. كما يمكن استخدام نبات الفصيلة كصبغة حمراء للملابس.